# De Mammoet
De Mammoet is een beeld dat staat in Groessen langs de Kandiadijk bij de oostzijde van de spoortunnel onder het Pannerdensch Kanaal, die deel uitmaakt van de Betuweroute.
Het betonnen beeld van een mammoet is 5 meter lang en 4,70 meter hoog en 8000 kg zwaar.
Het is ontworpen en gemaakt door Joris Baudoin in opdracht van de projectorganisatie Betuweroute en ProRail als geschenk aan de bewoners van de gemeente Duiven. Het beeld is een verwijzing naar de Betuwelijn als ‘mammoetproject’ en de mammoetbotten die tijdens het boren van de spoortunnel zijn gevonden.
Het beeld is gemaakt in Heerewaarden en moest over ruim 70 kilometer getransporteerd worden naar de beoogde standplaats. De kruin van de mammoet werd apart vervoerd en na plaatsing opnieuw gemonteerd. Op 19 januari 2005 is het kunstwerk onthuld in aanwezigheid van maker Joris Baudoin, burgemeester Zomerdijk van Duiven en dr. John de Vos van het Nationaal Natuurhistorisch Museum Naturalis, dat de bij de werkzaamheden verzamelde mammoetbotten sinds eind 2003 onder haar hoede heeft.